# Sund (miasto)
Sund (fiń. Suntti) – miasto na Wyspach Alandzkich (autonomiczna część Finlandii). Według danych szacunkowych na rok 2023 liczy 995 mieszkańców. Siódme co do wielkości miasto Wysp Alandzkich.

## Demografia
- Wykres liczby ludności Sund na przestrzeni ostatnich stu lat

źródło: